# Villes en parallèle
Villes en parallèle est une revue scientifique spécialisée en sociologie urbaine et en études rurales. Ce sont deux des principaux thèmes de recherche académique en géographie en France. La revue paraît de façon irrégulière.

## Histoire
La revue est créée par l'universitaire Guy Burgel et son épouse Galia en 1978. Deux ans plus tôt, Guy Burgel avait déjà fondé le laboratoire de géographie urbaine à l'Université Paris-Nanterre.

## Direction
Longtemps, Guy Burgel fut directeur de publication de la revue. L'objectif principal était de promouvoir la pluridisciplinarité et l'ouverture à l'international, d'où la parution de nombreux numéros de portraits croisés de deux villes. La revue et le laboratoire de géographie urbaine ont joué un rôle important dans la formation des chercheurs en géographie. Depuis que l'Université Paris-Nanterre a interrompu son soutien financier à la revue en 2013, peu de numéros sont parus, le dernier ayant paru en 2020.